# تشارلز إس. وارتون
تشارلز إس. وارتون (بالإنجليزية: Charles S. Wharton)‏ هو محامي وسياسي أمريكي، ولد في 22 أبريل 1875 في الولايات المتحدة، وتوفي في 4 سبتمبر 1939 في نفس البلد. حزبياً، نشط في الحزب الجمهوري. وقد انتخب عضو مجلس النواب الأمريكي.